# 網上羞辱

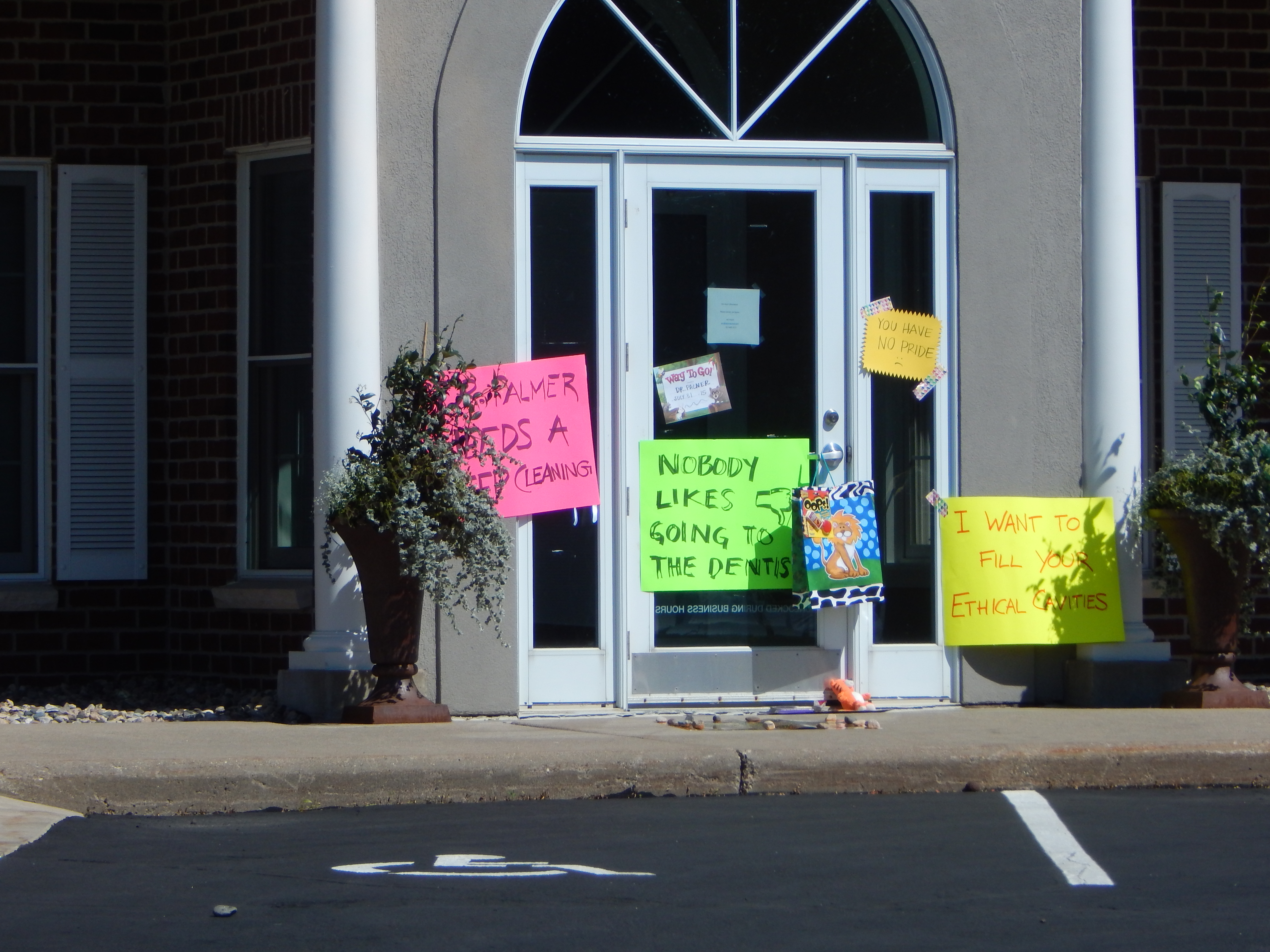
2015年，一名美國牙醫於消遣時射殺獅子塞西爾後引發的負面訊息和網上評論的猶如洪水。

網上羞辱是網絡自警行為的一種，參與群眾會用社交或新媒體等科技，針對羞辱對象公開地羞辱。支持羞辱的人認為這是一種網絡事務參與、允許黑客行動主義者和網絡異見人士糾正不公義的一種形式。批評者認為這是一個鼓勵網絡暴民，去破壞曾作出被視為輕藐行為的人或組織的聲譽和事業的工具。
網上羞辱事件往往涉及私人資料被公開甚至人肉搜索，並經常因而導致仇恨訊息和死亡威脅，用來恐嚇對方。公開羞辱的倫理已經成為隱私和道德的爭論點。

## 當眾羞辱

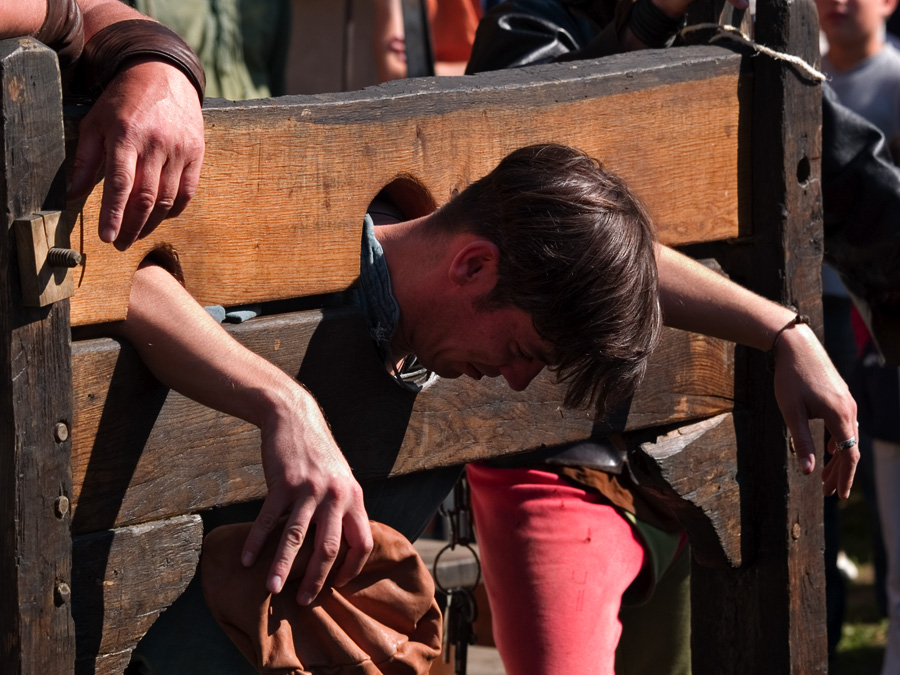
強·朗森把現代網絡羞辱和中世紀的頸手枷相題並論。

互聯網上的社交網絡因為其方便性，常被用作廣泛宣揚某個個體的工具，原因可能是那個人或組織被指曾作出違反社會可容許的行為。
美國律師協會的媒體、隱私和誹謗委員會的主席大衛·弗洛（David Furlow）已表明由網站促進資訊分佈並不屬於公開記錄（如政府機構提交的文件）的一部分，提出了潛在的隱私問題，並及以私人身份表示這些網站「純粹給人一個陳述可能不反映事實真相的公開平台」。
一些公開羞辱具爭議的事件發生後，鏈接分享和討論網站Reddit，推出發布非公開個人識別資訊的嚴格規則，相對於局部封禁，任何違規者將會受到全站封禁，他們的帖子甚至整個小社區都可被刪除。
2015年，在線羞辱成為強·朗森著作《So You've Been Publicly Shamed》一書的主題。朗森記錄人們如何因為笑話被誤解而在網上被羞辱並得到廣場恐懼症，並說人們在興高采烈地譴責這些犯下小錯的人前應該三思。